# Altenhagen (Landkreis Mecklenburgische Seenplatte)
Altenhagen ist eine Gemeinde im Nordosten des Landkreises Mecklenburgische Seenplatte. Historisch gesehen gehört sie aber zu Pommern. Die Gemeinde liegt nordwestlich von Altentreptow. Bis zum 1. Januar 2004 war die Gemeinde Teil des Amtes Kastorfer See. Seither gehört sie zum Amt Treptower Tollensewinkel mit Sitz in Altentreptow.

## Geografie und Verkehr
Altenhagen liegt etwa 15 Kilometer nordwestlich von Altentreptow. Die Bundesstraße 194 verläuft westlich der Gemeinde. Der Ort ist über den Anschluss Altentreptow der Bundesautobahn 20 zu erreichen. Im Gemeindegebiet liegen mit 110 m ü. NHN die höchsten Anhöhen im früheren Landkreis Demmin.

## Ortsteile
- Altenhagen
- Neuenhagen
- Philippshof

## Geschichte
Das an der Grenze zu Mecklenburg gelegene Dorf hieß ursprünglich Hinrichshagen und war im Lehnsbesitz der mecklenburgischen Familie von Voß. Im Jahre 1487 gelangte der Ort in den Besitz der Familie von Maltzahn. Als das Rittergut im 18. Jahrhundert in Konkurs ging, wurde Hinrichshagen mit Philippshof 1773 von Christian Bogislaw von Linden ersteigert. Wenig später ließ er in der Nähe das Dorf Neuenhagen anlegen. Infolgedessen setzte sich anstelle von Hinrichshagen zunehmend der Name Altenhagen durch. Nach dem Aussterben der männlichen Linie der Familie von Linden ging deren Familienfideikommiss 1785 an die Familie von Heyden-Linden über. Spätestens unter den von Heyden-Linden erfolgte die Umwandlung des Lehens in Erbbesitz (Allod). Im Jahre 1838 wurde eine Separation des Ortes durchgeführt. Heinrich Berghaus bezeichnete Altenhagen in seinem „Landbuch“ als freies Bauerndorf, konnte jedoch nicht angeben, wann die von Heyden-Linden ihren Besitz verkauften. Um 1865 hatte das Dorf 163 Einwohner.

## Wappen, Flagge, Dienstsiegel
Die Gemeinde verfügt über kein amtlich genehmigtes Hoheitszeichen, weder Wappen noch Flagge. Als Dienstsiegel wird das kleine Landessiegel mit dem Wappenbild des Landesteils Vorpommern geführt. Es zeigt einen aufgerichteten Greifen mit aufgeworfenem Schweif und der Umschrift „GEMEINDE ALTENHAGEN • LANDKREIS MECKLENBURGISCHE SEENPLATTE“.

## Sehenswürdigkeiten

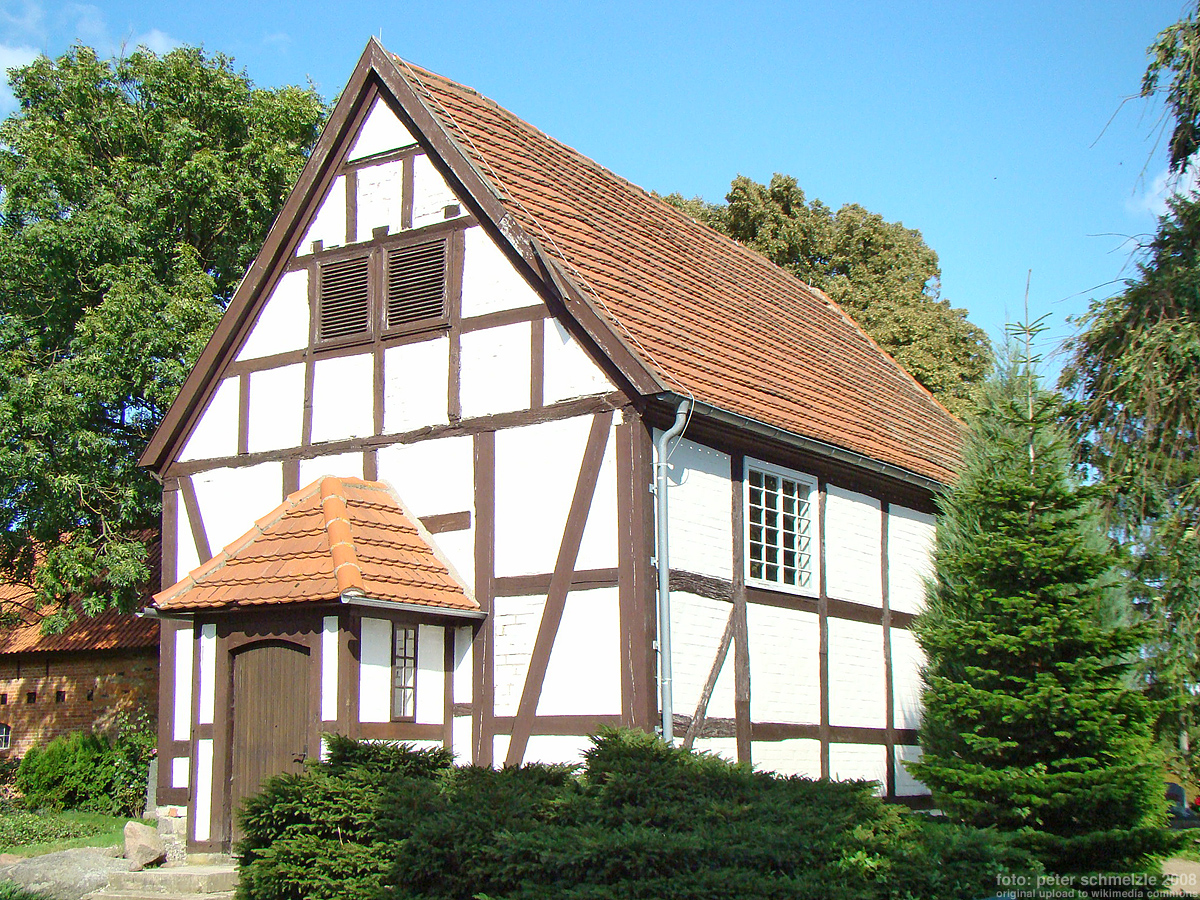
Dorfkirche Altenhagen

- Die Dorfkirche in Altenhagen ist ein rechteckiger, turmloser Fachwerkbau und als „Notkirche“ in der zweiten Hälfte des 18. Jahrhunderts errichtet worden. Sie wurde 1993 saniert und erhielt zum Teil neue Ausstattung. Die Kanzel stammt aus dem früheren Barockaltar.
- Hügelgräber aus der Bronzezeit
- Holzkreuz auf dem Grab eines polnischen Zwangsarbeiters aus dem Jahre 1942

## Persönlichkeiten
- Ilse von Heyden-Linden (1883–1949), Malerin
- Helmut Milzow (1932–2022), Konteradmiral und Stellvertreter des Chefs der Volksmarine der DDR